# Loaded (album)
Loaded – czwarty album studyjny amerykańskiej grupy rockowej The Velvet Underground wydany 15 listopada 1970 przez Cotillion Records.
Jest to ostatni album studyjny The Velvet Underground na którym pojawił się lider i główny wokalista zespołu Lou Reed. Reed opuścił zespół krótko po wydaniu Loaded. Jest to też koniec studyjnej przygody z ekipą Sterlinga Morrisona. Perkusistka Maureen Tucker nie uczestniczyła w nagrywaniu płyty, ponieważ była w ciąży.
Z albumu pochodzą m.in. utwory „Sweet Jane” i „Rock & Roll”, które stały się jednymi z najpopularniejszych kompozycji zespołu. W 2011 „Sweet Jane” został umieszczony na 342 miejscu listy 500 utworów wszech czasów dwutygodnika Rolling Stone. W 2003 ten sam magazyn sklasyfikował longplay na 109 miejscu swojej listy 500 albumów wszech czasów.

## Lista utworów

### Wydanie oryginalne
Wszystkie utwory (oprócz „Lonesome Cowboy Bill”) napisane zostały przez Lou Reeda.
Strona pierwsza
| 1. | „Who Loves the Sun” | 2:45  |
|    |                     |       |
| 2. | „Sweet Jane”        | 4:06  |
|    |                     |       |
| 3. | „Rock & Roll”       | 4:44  |
|    |                     |       |
| 4. | „Cool It Down”      | 3:06  |
|    |                     |       |
| 5. | „New Age”           | 5:11  |
|    |                     |       |
|    |                     | 19:52 |
|    |                     |       |
Strona druga
| 1. | „Head Held High”                                                | 2:58  |
|    |                                                                 |       |
| 2. | „Lonesome Cowboy Bill” (Sterling Morrison, Lou Reed, Doug Yule) | 2:45  |
|    |                                                                 |       |
| 3. | „I Found a Reason”                                              | 4:17  |
|    |                                                                 |       |
| 4. | „Train Round the Bend”                                          | 3:22  |
|    |                                                                 |       |
| 5. | „Oh! Sweet Nuthin’”                                             | 7:29  |
|    |                                                                 |       |
|    |                                                                 | 20:51 |
|    |                                                                 |       |

## Twórcy
Zespół
- Lou Reed – wokal wiodący, gitara prowadząca, gitara rytmiczna, fortepian
- Doug Yule – gitara basowa, instrumenty klawiszowe, gitara prowadząca, instrumenty perkusyjne, wokal wspierający, wokal wiodący (1, 5, 7, 10)
- Sterling Morrison – gitara prowadząca, gitara rytmiczna, wokal wspierający

Dodatkowi muzycy
- Adrian Barber – perkusja (1)[12]
- Tommy Castagnaro – perkusja (4 i 6)
- Billy Yule – perkusja (7 i 9)

Produkcja
- Adrian Barber – inżynier dźwięku
- Geoff Haslam, Shel Kagan i The Velvet Underground – producenci